# Inoffizielle Ringer-Europameisterschaften 1904
Die in heutiger Wertung Inoffiziellen Ringer-Europameisterschaften 1904 fanden am 24. Januar 1904 in Amsterdam statt. Die Ringer wurden nicht in Gewichtsklassen unterteilt. Gerungen wurde im damals üblichen griechisch-römischen Stil. Der Niederländer J. Ploeger gewann vor Joseph Plombe aus Belgien, der den dritten Platz bei den inoffiziellen Europameisterschaften 1903 erreicht hatte, und vor seinem Landsmann J. Koelink, der bei den inoffiziellen Ringer-Europameisterschaften 1902 Zweiter geworden war.

## Ergebnisse
| Platz | Land        | Sportler      |
| ----- | ----------- | ------------- |
| 1     | Niederlande | J. Ploeger    |
| 2     | Belgien     | Joseph Plombe |
| 3     | Niederlande | J. Koelink    |